# Rarezas (álbum de Libido)
Rarezas es un disco doble recopilatorio de la banda de rock Libido , lanzado el 18 de diciembre en el Coliseo Eduardo Dibós en Lima. Este disco contiene demos y temas que no fueron incluidos en los álbumes oficiales, el álbum contiene dos discos , la primera etapa de 1998 a 2004 mientras estaba en el grupo Jeffry Fischman y el segundo disco de 2005 hasta 2010.

## Lista de canciones

### Disco 1 (1998 - 2004)
Comprende la primera etapa de la banda mientras estaba Jeffry Fischman en la batería desde 1998 hasta 2004. Hay temas que no fueron incluidas en alguna de sus 3 primeras producciones , demos del disco Pop*Porn , el tema "Universo" que se filtró en las radios limeñas durante su producción y temas en vivo con Claudio Narea y Pedro Suárez-Vértiz durante un concierto en 2003 cuando la banda celebraba su segundo premio MTV.
1. Salvaciones (J. Fischman)
2. Tan suave (M. Hidalgo)
3. Criatura misteriosa (J. Fischman)
4. No será lo mismo sin ti (A. Jauregui)
5. Hambre (A. Jauregui)
6. Espermato (A. Jauregui)
7. Vientos y amarguras (J. Fischman - A. Jauregui)
8. La mujer (A. Jauregui)
9. Sin rencor (J. Fischman)
10. Lunático (A. Jauregui)
11. Estoy tan gris (J. Fischman)
12. Esther fe  (M. Hidalgo)
13. Universo (A. Jauregui)
14. Invencible (J. Fischman)
15. El vampiro (final) (A. Jauregui)
16. Sed (Voz: Pedro Suárez-Vértiz) (A. Jauregui - J.Burgis)
17. Amar es complicado (Voz:Claudio Narea) (C. Narea)
18. Lonely (homre demo) (A. Jauregui)

### Disco 2 (2005 - 2010)
En este segundo disco esta la etapa de la banda desde 2005 hasta 2010. Hay temas y demos de los discos Lo último que hablé ayer y Un día nuevo , el tema instrumental "Hombre loco" que cuenta con un videoclip y versiones en vivo durante la presentación de la banda en la ciudad del Cuzco en 2005 durante la gira de presentación de su cuarta producción de estudio.
1. Hombre loco (Jauregui - Hidalgo - Vera - Mindreau)
2. Dime quién soy (A. Jauregui)
3. No será lo mismo sin ti (Cuzco 2005) (A. Jauregui)
4. Mundo perfecto (M. Hidalgo)
5. Lonely (A. Jauregui - S. Vera)
6. Mi mente explota (M. Hidalgo)
7. Amor anesteciado (I. Mindreau)
8. Mi lado oscuro (A. Jauregui)
9. Un día nuevo (S. Vera)
10. Enloquece (A. Jauregui)
11. Lo último que hablé ayer (A. Jauregui)
12. Culpable (A. Jauregui)
13. Sentir que hoy (M. Hidalgo)
14. Nadie sabe lo que vendrá (A. Jauregui)
15. Disparar! (A. Jauregui)
16. Malvada (A. Jauregui)
17. Octubre (M. Hidalgo)
18. Libido (Cuzco 2005) (M. Hidalgo)

## Integrantes
- Salim Vera: Voz, Guitarras.
- Antonio Jáuregui: Bajo, guitarras, coros.
- Manolo Hidalgo: Primera guitarra, guitarras adicionales.
- Iván Mindreau: Batería y percusión.
- Jeffry Fischman: Batería y percusión.

## Créditos
- Producido por: Antonio Jáuregui y Salim Vera.
- Ingeniero de grabación: Rafael de la Lama.
- Mezclado por: Libido y Rafael de la Lama.
- Mastering: Eduardo Bergallo en Mr. Master (Buenos Aires).

- Diseño gráfico: Wendy Jara
- Fotos: Archivo de Libido.
- Fotos adicionales: Renzo Calderón

## Premios y nominaciones
| Año  | Premiación     | Categoría     | Resultado | Ref.  |
| ---- | -------------- | ------------- | --------- | ----- |
| 2010 | Premios APDAYC | Disco del Año | Ganador   | [ 1 ] |